# 莫庄
莫庄是中国广东省广州市从化区的一个自然村。在太平镇东南面约500米，属太平村管辖。因村民姓莫得名。清朝建村。1998年时，全村人口180人。